# Nematogmus
Genre
Synonymes
- Eustichothrix Dahl, 1886

Nematogmus est un genre d'araignées aranéomorphes de la famille des Linyphiidae.

## Distribution
Les espèces de ce genre se rencontrent en écozones paléarctique et indomalaise.

## Liste des espèces
Selon World Spider Catalog (version 26, 18/02/2025) :
- Nematogmus asiaticus Tanasevitch, 2014
- Nematogmus cikaiensis Irfan, Zhang & Peng, 2022
- Nematogmus dentimanus Simon, 1886
- Nematogmus digitatus Fei & Zhu, 1994
- Nematogmus ligulatus Irfan, Zhang & Peng, 2025
- Nematogmus longior Song & Li, 2008
- Nematogmus lushuiensis Irfan, Zhang & Peng, 2022
- Nematogmus membranifer Song & Li, 2008
- Nematogmus nigripes Hu, 2001
- Nematogmus rutilis Oi, 1960
- Nematogmus sanguinolentus (Walckenaer, 1841)
- Nematogmus stylitus (Bösenberg & Strand, 1906)

## Systématique et taxinomie
Ce genre a été décrit par Simon en 1884 dans les Theridiidae.
Eustichothrix a été placé en synonymie par Simon en 1894.

## Publication originale
- Simon, 1884 : Les arachnides de France. Paris, vol. 5, p. 180-885 (texte intégral).